# 콘텍트 에어
콘텍트 에어(영어: Contact Air)는 독일의 지역 항공사로 본사는 독일 슈투트가르트에 위치해 있으며 1974년에 설립했다. 또한 사용하고 있는 허브 공항으로 슈투트가르트 공항과 취리히 공항이 있다.

## 역사
1974년에 전세 항공사로 설립해 봄바디어 Q 시리즈와 다쏘 팔콘 기종으로 운항하기 시작했다. 1996년 4월에 항공 동맹인 팀루프트한자의 지역 항공사의 최초로 제휴했다. 2003년 10월에 루프트한자 리저널이 설립 되면서 2004년 초반에 운항하기 시작했다. 2011년 11월 루프트한자 리저널 서비스와 모든 노선을 종료 한다고 발표했으며 2012년 7월에 OLT 익스프레스 독일에 합병을 발표해 이듬해 9월에 완전히 통합되었다. 같은 해 10월에 계약이 끝나면서 완전히 철수 되면서 전 노선 모두 스위스 유럽항공 항공편으로 운항하고 있다.

## 보유 기종
- 2012년 4월 기준으로 콘텍트 에어는 다음과 같은 기종을 보유하고 있으며 평균 기령은 18.2년이다.[3][4][5]

## 같이 보기
- 루프트한자